# Lenzspitze
Lenzspitze är en bergstopp i Schweiz. Den ligger i distriktet Visp och kantonen Valais, i den södra delen av landet. Toppen på Lenzspitze är 4 294 meter över havet.
Den högsta punkten i närheten är Dom, 4 545 meter över havet, 1,4 km sydväst om Lenzspitze. Närmaste större samhälle är Saas-Fee, öster om Lenzspitze. 
Trakten runt Lenzspitze består i huvudsak av kala bergstoppar och isformationer.
Berget ingår i massivet Mischabel. Det är på nordöstra sidan mycket brant med en nästan lodrätt 500 meter hög vägg. Toppen liknar en pyramid i formen. Den första bestigningen utfördes 3 augusti 1882 av William Woodman Graham från Storbritannien med guiderna Theodor Andenmatten och Ambros Supersaxo.